# کمبمبه
کمبمبه (به انگلیسی: Cambambe) شهری در استان لوندای شمالی واقع در کشور آنگولا است که در سال ۲۰۰۹ میلادی ۴٬۳۰۲ نفر جمعیت داشته است.